# フランソワ (ボーフォール公)
フランソワ・ド・ブルボン（François de Bourbon, Duc de Beaufort, 1616年1月16日 - 1669年6月25日）は、フランスの貴族、軍人。第2代ボーフォール公。
アンリ4世の庶系の孫でヴァンドーム公セザールと妻フランソワーズ（メルクール公フィリップ＝エマニュエルの娘）の次男として生まれた。ヴァンドーム公ルイ2世は兄、ルイ14世は従兄である。

## 生涯
幼少の頃から軍隊に身を投じ、1628年のサヴォイア遠征にはわずか12歳で参加した。父同様に反リシュリュー派に属し、イングランドへの亡命を余儀なくされた時期がある。フロンドの乱で活躍し、後には地中海での戦争でも活躍した。1665年3月にはチュニジア付近で小規模な艦隊を率い、アルジェリアの艦隊を打ち破っている。 
1669年、当時ヴェネツィア共和国領であったクレタ島のカンディア（現在のイラクリオン）を防衛するため、フランス艦隊を率いてオスマン帝国と戦ったが、6月25日、夜の戦闘中に討死したと考えられている。フランソワの死体は取り返されることはなかった。死後、爵位は甥ルイ・ジョゼフ・ド・ブルボンが継承した。

## フィクションでの扱い
デュマの小説『二十年後』（『ダルタニャン物語』の第2部）に登場する。作中ではボーフォール公がヴァンセンヌ監獄を脱出するさまをユーモラスに描き、また有名なボーフォール公の特徴であった言い間違いの癖をマラプロピズムとして描写している。『ダルタニャン物語』の終盤にも再登場している。また、ボーフォール公は『鉄仮面の男』であるという疑いが持たれている(鉄仮面は1669年から死去する1703年11月19日まで囚人として収監されていた)。2005年に演じられたミュージカル『ルイ・ル・ソレイユ』（Le Roi Soleil）などにも登場している。